# Duitsland op de Olympische Winterspelen 2002
Tijdens de Olympische Winterspelen van 2002, die in Salt Lake City (Verenigde Staten) werden gehouden, nam Duitsland voor de zeventiende keer deel.

## Medailleoverzicht

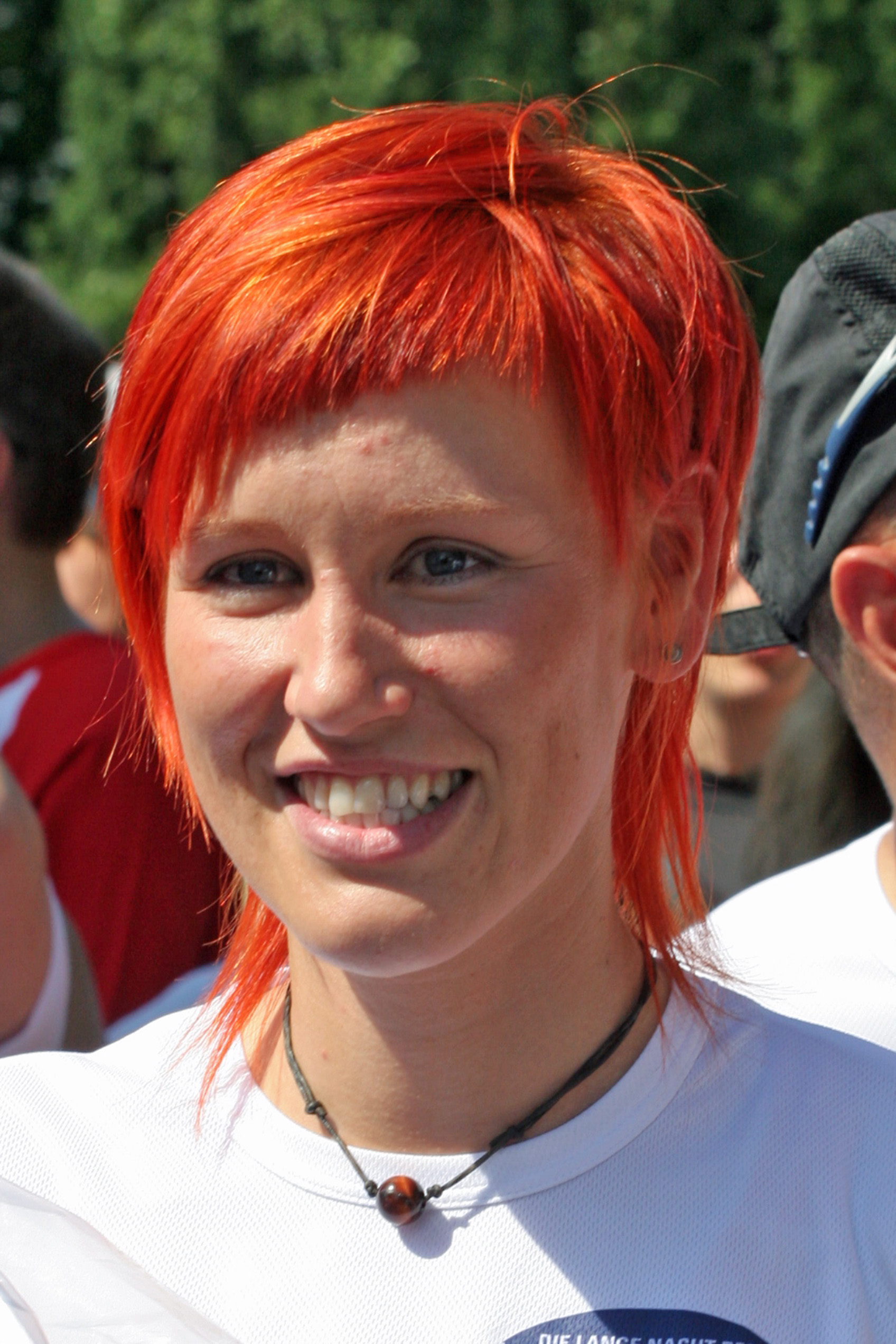
Kati Wilhelm

| Sport              | Olympiër                                                        | Discipline                     | Medaille |
| ------------------ | --------------------------------------------------------------- | ------------------------------ | -------- |
| Biatlon            | Andrea Henkel                                                   | 15 km (v)                      | Goud     |
| Biatlon            | Kati Wilhelm                                                    | 7,5 km sprint (v)              | Goud     |
| Biatlon            | Katrin Apel Uschi Disl Andrea Henkel Kati Wilhelm               | 4x7,5 km estafette (v)         | Goud     |
| Bobsleeën          | Christoph Langen Markus Zimmermann                              | 2-mansbob (m)                  | Goud     |
| Bobsleeën          | André Lange Enrico Kühn Kevin Kuske Carsten Embach              | 4-mansbob (m)                  | Goud     |
| Langlaufen         | Manuela Henkel Viola Bauer Claudia Künzel Evi Sachenbacher      | 4x5 km estafette (v)           | Goud     |
| Rodelen            | Sylke Otto                                                      | vrouwen                        | Goud     |
| Rodelen            | Alexander Resch Patric Leitner                                  | dubbel                         | Goud     |
| Schaatsen          | Claudia Pechstein                                               | 3000 m (v)                     | Goud     |
| Schaatsen          | Claudia Pechstein                                               | 5000 m (v)                     | Goud     |
| Schaatsen          | Anni Friesinger                                                 | 1500 m (v)                     | Goud     |
| Schansspringen     | Sven Hannawald Stephan Hocke Michael Uhrmann Martin Schmitt     | grote schans team (m)          | Goud     |
| Biatlon            | Sven Fischer                                                    | 10 km sprint (m)               | Zilver   |
| Biatlon            | Frank Luck                                                      | 20 km (m)                      | Zilver   |
| Biatlon            | Uschi Disl                                                      | 7,5 km sprint (v)              | Zilver   |
| Biatlon            | Kati Wilhelm                                                    | 10 km achtervolging (v)        | Zilver   |
| Biatlon            | Ricco Groß Peter Sendel Sven Fischer Frank Luck                 | 4x7,5 km estafette (m)         | Zilver   |
| Bobsleeën          | Sandra Prokoff Ulrike Holzner                                   | 2-mansbob (v)                  | Zilver   |
| Langlaufen         | Peter Schlickenrieder                                           | sprint (m)                     | Zilver   |
| Langlaufen         | Evi Sachenbacher                                                | sprint (v)                     | Zilver   |
| Noordse combinatie | Ronny Ackermann                                                 | sprint (m)                     | Zilver   |
| Noordse combinatie | Björn Kircheisen Georg Hettich Marcel Höhlig Ronny Ackermann    | team (m)                       | Zilver   |
| Rodelen            | Georg Hackl                                                     | mannen                         | Zilver   |
| Rodelen            | Barbara Niedernhuber                                            | vrouwen                        | Zilver   |
| Schaatsen          | Sabine Völker                                                   | 1000 m (v)                     | Zilver   |
| Schaatsen          | Sabine Völker                                                   | 1500 m (v)                     | Zilver   |
| Schaatsen          | Monique Garbrecht-Enfeldt                                       | 500 m (v)                      | Zilver   |
| Schansspringen     | Sven Hannawald                                                  | normale schans individueel (m) | Zilver   |
| Alpineskiën        | Martina Ertl                                                    | combinatie (v)                 | Brons    |
| Biatlon            | Ricco Groß                                                      | 12,5 km achtervolging (m)      | Brons    |
| Bobsleeën          | Susi Erdmann Nicole Herschmann                                  | 2-mansbob (v)                  | Brons    |
| Langlaufen         | Viola Bauer                                                     | achtervolging 5 km+5 km (v)    | Brons    |
| Langlaufen         | Jens Filbrich Andreas Schlütter Tobias Angerer René Sommerfeldt | 4x10 km estafette (m)          | Brons    |
| Rodelen            | Silke Kraushaar                                                 | vrouwen                        | Brons    |
| Schaatsen          | Jens Boden                                                      | 5000 m (m)                     | Brons    |
| Schaatsen          | Sabine Völker                                                   | 500 m (v)                      | Brons    |

## Deelnemers en resultaten
(m) = mannen, (v) = vrouwen 

### Alpineskiën
| Olympiër        | Discipline       | Resultaat | Prestatie                                                       |
| --------------- | ---------------- | --------- | --------------------------------------------------------------- |
| Markus Eberle   | slalom (m)       | dnf-1     | opgave run 1                                                    |
| Max Rauffer     | afdaling (m)     | 34e       | 1.42,52 (+3,39)                                                 |
| Max Rauffer     | super g (m)      | 22e       | 1.24,54 (+2,96)                                                 |
|                 |                  |           |                                                                 |
| Monika Bergmann | reuzenslalom (v) | dnf-2     | opgave run 2 — 1.19,89+dnf                                      |
| Monika Bergmann | slalom (v)       | 6e        | 1.47,98 (+1,88) — 54,18+53,80                                   |
| Sibylle Brauner | afdaling (v)     | 26e       | 1.42,97 (+3,41)                                                 |
| Martina Ertl    | super g (v)      | 11e       | 1.14,84 (+1,25)                                                 |
| Martina Ertl    | reuzenslalom (v) | dnf-1     | opgave run 1                                                    |
| Martina Ertl    | slalom (v)       | 5e        | 1.47,82 (+1,72) — 54,08+53,74                                   |
| Martina Ertl    | combinatie (v)   | Brons     | 2.45,16 (+1,88) slalom: 1.28,38 — 45,10+43,28 afdaling: 1.16,78 |
| Annemarie Gerg  | reuzenslalom (v) | 22e       | 2.36,18 (+6,17) — 1.18,79+1.17,39                               |
| Annemarie Gerg  | slalom (v)       | dnf-1     | opgave run 1                                                    |
| Hilde Gerg      | afdaling (v)     | 4e        | 1.40,49 (+0,93)                                                 |
| Hilde Gerg      | super g (v)      | 5e        | 1.13,99 (+0,40)                                                 |
| Hilde Gerg      | combinatie (v)   | dnf-a     | opgave afdaling slalom: 1.33,27 — 47,70+45,57 afdaling: dnf     |
| Petra Haltmayr  | afdaling (v)     | dnf       | opgave                                                          |
| Petra Haltmayr  | super g (v)      | 23e       | 1.16,25 (+2,66)                                                 |
| Petra Haltmayr  | reuzenslalom (v) | dnf-2     | opgave run 2 — 1.19,36+dnf                                      |
| Petra Haltmayr  | combinatie (v)   | dnf-a     | opgave afdaling slalom: 1.32,32 — 47,05+45,27 afdaling: dnf     |
| Regina Häusl    | afdaling (v)     | 10e       | 1.40,84 (+1,28)                                                 |
| Regina Häusl    | super g (v)      | dnf       | opgave                                                          |

### Biatlon
| Olympiër                                               | Discipline                | Resultaat | Prestatie |
| ------------------------------------------------------ | ------------------------- | --------- | --- |
| Sven Fischer                                           | 10 km sprint (m)          | Zilver    | 25.20,2 (+28,9) pen.: 1 (0 + 1) |
| Sven Fischer                                           | 12,5 km achtervolging (m) | 12e       | +1.34,9 pen.: 4 (0 + 1 + 1 + 2) |
| Sven Fischer                                           | 20 km (m)                 | 29e       | 55.23,2 (+4.19,9) pen.: 4 (1 + 1 + 1 + 1) |
| Michi Greis                                            | 10 km sprint (m)          | 15e       | 26.18,4 (+1.27,1) pen.: 2 (1 + 1) |
| Michi Greis                                            | 12,5 km achtervolging (m) | 16e       | +1.45,3 pen.: 3 (1 + 1 + 1 + 0) |
| Ricco Groß                                             | 10 km sprint (m)          | 4e        | 25.44,6 (+53,3) pen.: 1 (0 + 1) |
| Ricco Groß                                             | 12,5 km achtervolging (m) | Brons     | +56,0 pen.: 2 (0 + 0 + 0 + 2) |
| Ricco Groß                                             | 20 km (m)                 | 4e        | 51.58,7 (+55,4) pen.: 2 (0 + 1 + 0 + 1) |
| Frank Luck                                             | 10 km sprint (m)          | 29e       | 26.47,7 (+1.56,4) pen.: 2 (1 + 1) |
| Frank Luck                                             | 12,5 km achtervolging (m) | 11e       | +1.26,4 pen.: 1 (0 + 0 + 0 + 1) |
| Frank Luck                                             | 20 km (m)                 | Zilver    | 51.39,4 (+36,1) pen.: 0 (0 + 0 + 0 + 0) |
| Alexander Wolf                                         | 20 km (m)                 | 34e       | 56.16,6 (+5.13,3) pen.: 5 (1 + 2 + 0 + 2) |
| Team Ricco Groß Peter Sendel Sven Fischer Frank Luck   | 4x7,5 km estafette (m)    | Zilver    | 1:24.27,6 (+45,3) pen.: 1-9 22.20,2 pen.: 0-3 (0-0 + 0-3) 20.47,5 pen.: 0-2 (0-1 + 0-1) 21.13,9 pen.: 1-4 (1-3 + 0-1) 20.06,0 pen.: 0-0 (0-0 + 0-0) |
|                                                        |                           |           | |
| Katrin Apel                                            | 7,5 km sprint (v)         | 12e       | 22.01,7 (+1.20,3) pen.: 3 (1 + 2) |
| Katrin Apel                                            | 10 km achtervolging (v)   | 7e        | +40,2 pen.: 3 (1 + 0 + 1 + 1) |
| Katrin Apel                                            | 15 km (v)                 | 18e       | 50.16,7 (+2.47,6) pen.: 5 (0 + 2 + 0 + 3) |
| Uschi Disl                                             | 7,5 km sprint (v)         | Zilver    | 20.57,0 (+15,6) pen.: 1 (0 + 1) |
| Uschi Disl                                             | 10 km achtervolging (v)   | 9e        | +1.13,5 pen.: 7 (2 + 2 + 0 + 3) |
| Uschi Disl                                             | 15 km (v)                 | 12e       | 49.43,4 (+2.14,3) pen.: 4 (0 + 1 + 0 + 3) |
| Martina Glagow                                         | 15 km (v)                 | 7e        | 48.34,2 (+1.05,1) pen.: 1 (1 + 0 + 0 + 0) |
| Andrea Henkel                                          | 7,5 km sprint (v)         | 25e       | 22.41,1 (+1.59,7) pen.: 2 (1 + 1) |
| Andrea Henkel                                          | 10 km achtervolging (v)   | 13e       | +1.27,7 pen.: 1 (0 + 0 + 1 + 0) |
| Andrea Henkel                                          | 15 km (v)                 | Goud      | 47.29,1 pen.: 1 (0 + 1 + 0 + 0) |
| Kati Wilhelm                                           | 7,5 km sprint (v)         | Goud      | 20.41,4 pen.: 0 (0 + 0) |
| Kati Wilhelm                                           | 10 km achtervolging (v)   | Zilver    | +5,3 pen.: 4 (3 + 0 + 1 + 0) |
| Team Katrin Apel Uschi Disl Andrea Henkel Kati Wilhelm | 4x7,5 km estafette (v)    | Goud      | 1:27.55,0 pen.: 1-7 22.15,6 pen.: 1-3 (0-0 + 1-3) 21.19,2 pen.: 0-2 (0-0 + 0-2) 22.13,8 pen.: 0-0 (0-0 + 0-0) 22.06,4 pen.: 0-2 (0-0 + 0-2)         |

### Bobsleeën
| Olympiër                                                           | Discipline                 | Resultaat | Prestatie                                       |
| ------------------------------------------------------------------ | -------------------------- | --------- | ----------------------------------------------- |
| Christoph Langen Markus Zimmermann                                 | 2-mansbob (m) Duitsland I  | Goud      | 3.10,11 (47,54 / 47,52 / 47,44 / 47,61)         |
| René Spies Franz Sagmeister                                        | 2-mansbob (m) Duitsland II | 6e        | 3.10,84 (+0,73) (47,77 / 47,69 / 47,61 / 47,77) |
| Christoph Langen Markus Zimmermann Franz Sagmeister Stefan Barucha | 4-mansbob (m) Duitsland I  | dns-3     | niet gestart run 3 (46,91 / 46,77 / dns / )     |
| André Lange Enrico Kühn Kevin Kuske Carsten Embach                 | 4-mansbob (m) Duitsland II | Goud      | 3.07,51 (46,71 / 46,64 / 46,84 / 47,32)         |
| Sandra Prokoff Ulrike Holzner                                      | 2-mansbob (v) Duitsland I  | Zilver    | 1.38,06 (+0,30) (49,10 / 48,96)                 |
| Susi Erdmann Nicole Herschmann                                     | 2-mansbob (v) Duitsland II | Brons     | 1.38,29 (+0,53) (49,19 / 49,10)                 |

### Curling
| Olympiër                                                                        | Discipline | Resultaat | Prestatie |
| ------------------------------------------------------------------------------- | ---------- | --------- | --- |
| Sebastian Stock Daniel Herberg Stephan Knoll Markus Messenzehl Patrick Hoffmann | mannen     | 6e        | Groepsfase: 9- 5 Duitsland - Frankrijk 7- 6 Duitsland - Finland 9- 8 Duitsland - Verenigde Staten 6- 7 Duitsland - Groot-Brittannië 7- 6 Duitsland - Denemarken 7- 9 Duitsland - Canada 5-10 Duitsland - Noorwegen 4- 5 Duitsland - Zweden 4-10 Duitsland - Zwitserland                                          |
| Karin Fischer Sabine Belkofer Heike Wieländer Andrea Stock Natalie Nessler      | vrouwen    | 5e        | Groepsfase: 8- 5 Duitsland - Rusland 9- 5 Duitsland - Denemarken 5- 3 Duitsland - Japan 5-10 Duitsland - Noorwegen 4- 8 Duitsland - Canada 7- 5 Duitsland - Zweden 6- 7 Duitsland - Verenigde Staten 7- 5 Duitsland - Groot-Brittannië 4-10 Duitsland - Zwitserland Tie-Break: 5- 9 Duitsland - Groot-Brittannië |

### Kunstrijden
| Olympiër                     | Discipline | Resultaat | Prestatie                                             |
| ---------------------------- | ---------- | --------- | ----------------------------------------------------- |
| Mariana Kautz Norman Jeschke | paarrijden | 14e       | 21,0 p. (korte kür: 12 - lange kür: 15)               |
| Kati Winkler René Lohse      | ijsdansen  | 8e        | 16,0 p. (verpl.1: 8 - verpl.2: 8 - org.: 8 - vrij: 8) |

### Langlaufen
| Olympiër                                                             | Discipline                       | Resultaat | Prestatie                                                                     |
| -------------------------------------------------------------------- | -------------------------------- | --------- | ----------------------------------------------------------------------------- |
| Tobias Angerer                                                       | sprint (m)                       | 7e        | B-finale: 2.58,0, hf 2 (4e): 3.00,4, kf 3 (1e): 2.51,4, kwal.:2.52,31 (+2,24) |
| Tobias Angerer                                                       | 30 km vrije stijl massastart (m) | 33e       | 1:16.13,1 (+4.42,1)                                                           |
| Tobias Angerer                                                       | achtervolging 10 km+10 km (m)    | 23e       | +1.09,0 (klassiek:27.30,7 + vrije stijl:23.27,9)                              |
| Jens Filbrich                                                        | 15 km klassiek (m)               | 33e       | 39.57,0 (+2.49,6)                                                             |
| Jens Filbrich                                                        | 50 km klassiek (m)               | 21e       | 2:15.44,8 (+9.24,0)                                                           |
| Peter Schlickenrieder                                                | sprint (m)                       | Zilver    | Finale: 2.57,0, hf 1 (1e): 3.09,9, kf 2 (1e): 2.55,0, kwal.:2.51,12 (+1,05)   |
| Peter Schlickenrieder                                                | 15 km klassiek (m)               | 55e       | 42.34,0 (+5.26,6)                                                             |
| Andreas Schlütter                                                    | 15 km klassiek (m)               | 15e       | 39.19,2 (+2.11,8)                                                             |
| Andreas Schlütter                                                    | 50 km klassiek (m)               | 4e        | 2:08.54,8 (+2.34,0)                                                           |
| Andreas Schlütter                                                    | achtervolging 10 km+10 km (m)    | 17e       | +59,3 (klassiek:26.52,5 + vrije stijl:23.56,2)                                |
| René Sommerfeldt                                                     | sprint (m)                       | 19e       | dnq, kwal.:2.54,87 (+4,80)                                                    |
| René Sommerfeldt                                                     | 30 km vrije stijl massastart (m) | 16e       | 1:13.55,8 (+2.24,8)                                                           |
| René Sommerfeldt                                                     | achtervolging 10 km+10 km (m)    | 10e       | +33,8 (klassiek:26.46,0 + vrije stijl:23.36,7)                                |
| Axel Teichmann                                                       | 15 km klassiek (m)               | 14e       | 39.05,3 (+1.57,9)                                                             |
| Axel Teichmann                                                       | 30 km vrije stijl massastart (m) | 19e       | 1:14.23,8 (+2.52,8)                                                           |
| Axel Teichmann                                                       | achtervolging 10 km+10 km (m)    | 38e       | +2.11,5 (klassiek:27.31,2 + vrije stijl:24.29,4)                              |
| Team Jens Filbrich Andreas Schlütter Tobias Angerer René Sommerfeldt | 4x10 km estafette (m)            | Brons     | 1:33.34,5 (+49,0) 24.39,9 24.21,4 22.12,4 22.20,8                             |
|                                                                      |                                  |           |                                                                               |
| Viola Bauer                                                          | 10 km klassiek (v)               | 10e       | 29.30,0 (+1.24,4)                                                             |
| Viola Bauer                                                          | 30 km klassiek (v)               | 6e        | 1:33.25,1 (+2.28,0)                                                           |
| Viola Bauer                                                          | achtervolging 5 km+5 km (v)      | Brons     | +1,2 (klassiek:13.15,3 + vrije stijl:11.56,1)                                 |
| Manuela Henkel                                                       | sprint (v)                       | 15e       | dnq, kf 3 (4e): 3.16,3, kwal.:3.16,89 (+4,13)                                 |
| Manuela Henkel                                                       | 10 km klassiek (v)               | 18e       | 30.00,5 (+1.54,9)                                                             |
| Manuela Henkel                                                       | 30 km klassiek (v)               | dnf       | opgave                                                                        |
| Manuela Henkel                                                       | achtervolging 5 km+5 km (v)      | 20e       | +1.01,5 (klassiek:13.49,8 + vrije stijl:12.22,4)                              |
| Claudia Künzel                                                       | sprint (v)                       | 4e        | Finale: 3.13,3, hf 1 (2e): 3.24,5, kf 1 (1e): 3.15,1, kwal.:3.16,41 (+3,65)   |
| Claudia Künzel                                                       | 15 km vrije stijl massastart (v) | 26e       | 42.49,5 (+2.55,1)                                                             |
| Claudia Künzel                                                       | achtervolging 5 km+5 km (v)      | 55e       | niet geplaatst vrije stijl (klassiek:14.37,0 + vrije stijl:dnq)               |
| Anke Reschwamm                                                       | sprint (v)                       | 10e       | dnq, kf 2 (3e): 3.15,9, kwal.:3.17,45 (+4,69)                                 |
| Anke Reschwamm                                                       | 15 km vrije stijl massastart (v) | 35e       | 43.53,1 (+3.58,7)                                                             |
| Evi Sachenbacher                                                     | sprint (v)                       | Zilver    | Finale: 3.12,2, hf 2 (2e): 3.18,5, kf 4 (1e): 3.40,2, kwal.:3.13,81 (+1,05)   |
| Evi Sachenbacher                                                     | 15 km vrije stijl massastart (v) | 12e       | 40.57,6 (+1.03,2)                                                             |
| Evi Sachenbacher                                                     | achtervolging 5 km+5 km (v)      | 18e       | +1.01,1 (klassiek:14.05,4 + vrije stijl:12.06,0)                              |
| Team Manuela Henkel Viola Bauer Claudia Künzel Evi Sachenbacher      | 4x5 km estafette (v)             | Goud      | 49.30,6 13.01,8 12.58,0 11.47,7 11.43,1                                       |

### Noordse combinatie
| Olympiër                                                          | Discipline      | Resultaat | Prestatie |
| ----------------------------------------------------------------- | --------------- | --------- | --- |
| Ronny Ackermann                                                   | individueel (m) | 4e        | +1.16,1 — schans: 254,0 p — 15 km: 39.19,8 |
| Ronny Ackermann                                                   | sprint (m)      | Zilver    | +9,0 — schans: 119,9 p — 7,5 km: 16.34,1 |
| Jens Gaiser                                                       | sprint (m)      | 19e       | +1.39,2 — schans: 102,4 p — 7,5 km: 16.59,3 |
| Sebastian Haseney                                                 | individueel (m) | 21e       | +4.25,3 — schans: 199,0 p — 15 km: 37.54,0 |
| Georg Hettich                                                     | individueel (m) | 34e       | +6.06,1 — schans: 209,5 p — 15 km: 40.27,8 |
| Marcel Höhlig                                                     | sprint (m)      | 25e       | +1.52,1 — schans: 111,6 p — 7,5 km: 17.46,2 |
| Björn Kircheisen                                                  | individueel (m) | 5e        | +1.44,2 — schans: 232,0 p — 15 km: 37.57,9 |
| Björn Kircheisen                                                  | sprint (m)      | 9e        | +1.05,1 — schans: 105,8 p — 7,5 km: 16.37,2 |
| Team Björn Kircheisen Georg Hettich Marcel Höhlig Ronny Ackermann | team (m)        | Zilver    | +20,5 — schans: 893,5 p — 20 km: 46.58,7 schans: 220,0 p — 5 km: 11.48,0 schans: 207,5 p — 5 km: 11.49,0 schans: 224,0 p — 5 km: 11.46,3 schans: 242,0 p — 5 km: 11.35,4 |

### Rodelen
| Olympiër                       | Discipline | Resultaat | Prestatie                                             |
| ------------------------------ | ---------- | --------- | ----------------------------------------------------- |
| Georg Hackl                    | mannen     | Zilver    | 2.58,270 (+0,329) (44,614 / 44,494 / 44,487 / 44,675) |
| Karsten Albert                 | mannen     | 6e        | 2.59,046 (+1,105) (44,718 / 44,767 / 44,467 / 45,094) |
| Denis Geppert                  | mannen     | 7e        | 2.59,154 (+1,213) (44,846 / 44,874 / 44,417 / 45,017) |
| Sylke Otto                     | vrouwen    | Goud      | 2.52,464 (43,356 / 43,076 / 42,940 / 43,092)          |
| Barbara Niedernhuber           | vrouwen    | Zilver    | 2.52,785 (+0,321) (43,346 / 43,134 / 43,215 / 43,090) |
| Silke Kraushaar                | vrouwen    | Brons     | 2.52,865 (+0,401) (43,294 / 43,224 / 43,195 / 43,152) |
| Alexander Resch Patric Leitner | dubbel     | Goud      | 1.26,082 (42,953 / 43,129)                            |
| Steffen Skel Steffen Wöller    | dubbel     | 4e        | 1.26,375 (+0,293) (43,121 / 43,254)                   |

### Schaatsen
| Olympiër                  | Discipline   | Resultaat | Prestatie                     |
| ------------------------- | ------------ | --------- | ----------------------------- |
| Jens Boden                | 5000 m (m)   | Brons     | 6.21,73 (+7,07)               |
| Jens Boden                | 10.000 m (m) | 5e        | 13.23,43 (+24,51)             |
| Christian Breuer          | 500 m (m)    | 26e       | 1.12,07 (+2,84) — 36,50+35,57 |
| Christian Breuer          | 1000 m (m)   | 30e       | 1.10,38 (+3,20)               |
| Christian Breuer          | 1500 m (m)   | dnf       | opgave                        |
| Frank Dittrich            | 1500 m (m)   | 43e       | 1.51,02 (+7,07)               |
| Frank Dittrich            | 5000 m (m)   | 9e        | 6.25,89 (+11,23)              |
| Frank Dittrich            | 10.000 m (m) | 10e       | 13.28,73 (+29,81)             |
| Jan Friesinger            | 500 m (m)    | dnf       | opgave — 36,80+dns            |
| Jan Friesinger            | 1000 m (m)   | 34e       | 1.10,71 (+3,53)               |
| Jan Friesinger            | 1500 m (m)   | 41e       | 1.50,26 (+6,31)               |
| Michael Künzel            | 500 m (m)    | 19e       | 1.10,84 (+1,61) — 35,47+35,37 |
| Michael Künzel            | 1000 m (m)   | 24e       | 1.09,64 (+2,46)               |
| René Taubenrauch          | 5000 m (m)   | 32e       | 7.19,76 (+1.05,10)            |
|                           |              |           |                               |
| Daniela Anschütz          | 3000 m (v)   | 12e       | 4.07,55 (+9,85)               |
| Daniela Anschütz          | 5000 m (v)   | 12e       | 7.10,17 (+23,26)              |
| Anni Friesinger           | 1000 m (v)   | 5e        | 1.14,47 (+0,64)               |
| Anni Friesinger           | 1500 m (v)   | Goud      | 1.54,02                       |
| Anni Friesinger           | 3000 m (v)   | 4e        | 3.59,39 (+1,69)               |
| Anni Friesinger           | 5000 m (v)   | 6e        | 6.58,39 (+11,48)              |
| Monique Garbrecht-Enfeldt | 500 m (v)    | Zilver    | 1.14,94 (+0,19) — 37,34+37,60 |
| Monique Garbrecht-Enfeldt | 1000 m (v)   | 6e        | 1.14,60 (+0,77)               |
| Claudia Pechstein         | 1500 m (v)   | 6e        | 1.55,93 (+1,91)               |
| Claudia Pechstein         | 3000 m (v)   | Goud      | 3.57,70                       |
| Claudia Pechstein         | 5000 m (v)   | Goud      | 6.46,91                       |
| Sabine Völker             | 500 m (v)    | Brons     | 1.15,19 (+0,44) — 37,62+37,57 |
| Sabine Völker             | 1000 m (v)   | Zilver    | 1.13,96 (+0,13)               |
| Sabine Völker             | 1500 m (v)   | Zilver    | 1.54,97 (+0,95)               |
| Marion Wohlrab            | 500 m (v)    | 19e       | 1.17,37 (+2,62) — 38,66+38,71 |
| Marion Wohlrab            | 1000 m (v)   | 21e       | 1.16,51 (+2,68)               |
| Marion Wohlrab            | 1500 m (v)   | 22e       | 1.59,67 (+5,65)               |
| Jenny Wolf                | 500 m (v)    | 15e       | 1.16,73 (+1,98) — 38,36+38,37 |

### Schansspringen
| Olympiër                                                         | Discipline              | Resultaat | Prestatie |
| ---------------------------------------------------------------- | ----------------------- | --------- | --- |
| Christof Duffner                                                 | normale schans ind. (m) | 17e       | 235,0 p. — 117,5 p. (91,5 m) + 117,5 p. (92,0 m) kwalificatie 7e — 91,5 p. (117,5 m)                                                                                         |
| Sven Hannawald                                                   | normale schans ind. (m) | Zilver    | 267,5 p. — 131,0 p. (97,0 m) + 136,5 p. (99,0 m) kwalificatie volgens wereldbekerranglijst: 97,5 p. (133,0 m)                                                                |
| Sven Hannawald                                                   | grote schans ind. (m)   | 4e        | 255,3 p. — 140,5 p. (132,5 m) + 114,8 p. (131,0 m) kwalificatie volgens wereldbekerranglijst: 122,0 p. (119,1 m)                                                             |
| Stephan Hocke                                                    | grote schans ind. (m)   | 12e       | 236,9 p. — 123,5 p. (125,0 m) + 113,4 p. (120,5 m) kwalificatie volgens wereldbekerranglijst: 113,5 p. (100,8 m)                                                             |
| Martin Schmitt                                                   | normale schans ind. (m) | 7e        | 250,0 p. — 125,5 p. (94,5 m) + 124,5 p. (94,5 m) kwalificatie volgens wereldbekerranglijst: 91,0 p. (117,5 m)                                                                |
| Martin Schmitt                                                   | grote schans ind. (m)   | 10e       | 240,4 p. — 127,3 p. (126,0 m) + 113,1 p. (119,5 m) kwalificatie volgens wereldbekerranglijst: 113,0 p. (99,4 m)                                                              |
| Michael Uhrmann                                                  | normale schans ind. (m) | 8e        | 245,0 p. — 118,0 p. (92,0 m) + 127,0 p. (95,5 m) kwalificatie 5e — 92,0 p. (118,0 m)                                                                                         |
| Michael Uhrmann                                                  | grote schans ind. (m)   | 16e       | 232,4 p. — 120,2 p. (124,0 m) + 112,2 p. (119,0 m) kwalificatie 6e — 119,0 p. (111,2 m)                                                                                      |
| Team Sven Hannawald Stephan Hocke Michael Uhrmann Martin Schmitt | grote schans team (m)   | Goud      | 974,1 punten 121,9 p. (123,0 m) + 116,9 p. (120,5 m) 109,8 p. (118,5 m) + 113,1 p. (119,5 m) 129,4 p. (128,0 m) + 124,0 p. (125,0 m) 137,7 p. (131,5 m) + 121,3 p. (123,5 m) |

### Shorttrack
| Olympiër                                                | Discipline           | Resultaat | Prestatie                                                    |
| ------------------------------------------------------- | -------------------- | --------- | ------------------------------------------------------------ |
| André Hartwig                                           | 1500 m (m)           | 15e       | dnq, hf 2 (6e): 2.25,936, vr 4 (2e): 2.22,541                |
| Arian Nachbar                                           | 500 m (m)            | 15e       | dnq, kf 1 (4e): 43,626, vr 1 (2e): 44,057                    |
| Arian Nachbar                                           | 1000 m (m)           | 23e       | dnq, vr 6 (3e): 1.33,585                                     |
|                                                         |                      |           |                                                              |
| Yvonne Kunze                                            | 500 m (v)            | 14e       | dnq, kf 3 (4e): 46,465, vr 2 (2e): 45,717                    |
| Yvonne Kunze                                            | 1000 m (v)           | 14e       | dnq, kf 3 (4e): 1.35,830, vr 8 (2e): 1.42,389                |
| Yvonne Kunze                                            | 1500 m (v)           | 22e       | dnq, vr 1 (5e): 2.29,779                                     |
| Christin Priebst                                        | 1000 m (v)           | 16e       | dnq, kf 2 (4e): 1.36,848, vr 2 (2e): 1.49,569                |
| Christin Priebst                                        | 1500 m (v)           | 8e        | B-finale: 2.32,442, hf 1 (4e): 2.32,884, vr 2 (3e): 2.27,649 |
| Susanne Rudolph                                         | 500 m (v)            | 17e       | dnq, vr 5 (3e): 45,288                                       |
| Aika Klein Yvonne Kunze Ulrike Lehmann Christin Priebst | 3000 m aflossing (v) | 8e        | B-finale: 4.22,222, hf 1 (4e): 4.22,917                      |

### Skeleton
| Olympiër        | Discipline | Resultaat | Prestatie                     |
| --------------- | ---------- | --------- | ----------------------------- |
| Willi Schneider | mannen     | 9e        | 1.43,14 (+1,18) — 51,67+51,47 |
| Frank Kleber    | mannen     | 11e       | 1.43,34 (+1,38) — 51,58+51,76 |
| Diana Sartor    | vrouwen    | 4e        | 1.45,53 (+0,42) — 52,55+52,98 |
| Steffi Hanzlik  | vrouwen    | 7e        | 1.45,95 (+0,84) — 52,82+53,13 |

### Snowboarden
| Olympiër           | Discipline               | Resultaat | Prestatie                                                                                     |
| ------------------ | ------------------------ | --------- | --------------------------------------------------------------------------------------------- |
| Jan Michaelis      | halfpipe (m)             | 12e       | 0,2 kwal. 1: 39,7 q                                                                           |
| Xaver Hoffmann     | halfpipe (m)             | 20e       | dnq kwal. 1: 32,3 kwal. 2:32,6                                                                |
| Daniel Tyrkas      | halfpipe (m)             | 32e       | dnq kwal. 1: 22,5 kwal. 2:21,4                                                                |
| Mathias Behounek   | parallelreuzenslalom (m) | 16e       | kwalificatie: 37,31 (13e) ronde 1: verliest van Richard Richardsson, SWE (+1.78)(-0.54) +1.24 |
| Markus Ebner       | parallelreuzenslalom (m) | 18e       | dnq kwalificatie: 37,64                                                                       |
| Nicola Thost       | halfpipe (v)             | 11e       | 27,7 p. kwal. 1: 34,3 q                                                                       |
| Sabine Wehr-Hasler | halfpipe (v)             | 14e       | dnq kwal. 1: 22,1 kwal. 2:29,7                                                                |
| Katharina Himmler  | parallelreuzenslalom (v) | 11e       | kwalificatie: 42,54 (11e) ronde 1: verliest van Isabella Dal Balcon, ITA (+0.29)(-0.06) +0.23 |
| Heidi Renoth       | parallelreuzenslalom (v) | 21e       | dnq kwalificatie: 43,54                                                                       |

### IJshockey
| Olympiër | Discipline | Resultaat | Prestatie |
| --- | ---------- | --------- | --- |
| Tobias Abstreiter Jan Benda Christian Ehrhoff Erich Goldmann Jochen Hecht Wayne Hynes Klaus Kathan Daniel Kreutzer Christian Künast Daniel Kunce Andreas Loth Mirko Lüdemann Mark MacKay Jörg Mayr Andreas Morczinietz Robert Müller Martin Reichel Andreas Renz Jürgen Rumrich Christoph Schubert Dennis Seidenberg Marc Seliger Leonard Soccio Marco Sturm Stefan Ustorf | mannen     | 8e        | Voorronde groep A: 3- 0 Duitsland - Slowakije 3- 2 Duitsland - Oostenrijk 4- 1 Duitsland - Letland Hoofdronde groep C: 2- 8 Duitsland - Tsjechië 2- 3 Duitsland - Canada 1- 7 Duitsland - Zweden Kwartfinale: 0- 5 Duitsland - Verenigde Staten |
| Maritta Becker Bettina Evers Steffi Frühwirt Claudia Grundmann Sandra Kinza Sabrina Kruck Michaela Lanzl Nina Linde Christina Oswald Franziska Reindl Nina Ritter Sabine Rückauer Anja Scheytt Jana Schreckenbach Esther Thyssen Maren Valenti Stephanie Wartosch-Kürten Julia Wierscher Raffi Wolf Nina Ziegenhals                                                        | vrouwen    | 6e        | Voorronde groep B: 0-10 Duitsland - Verenigde Staten 1- 3 Duitsland - Finland 5- 5 Duitsland - China Wedstrijd om 5e t/m 8e plaats: 4- 0 Duitsland - Kazachstan Wedstrijd om de 5e plaats: 1- 5 Duitsland - Rusland                             |

Amerikaanse Maagdeneilanden · Andorra · Argentinië · Armenië · Australië · Azerbeidzjan · België · Bermuda · Bosnië en Herzegovina · Brazilië · Bulgarije · Canada · Chili · China · Chinees Taipei · Costa Rica · Cyprus · Denemarken · Duitsland · Estland · Fiji · Finland · Frankrijk · Georgië · Griekenland · Groot-Brittannië · Hongarije · Hongkong · Ierland · IJsland · India · Iran · Israël · Italië · Jamaica · Japan · Joegoslavië · Kameroen · Kazachstan · Kenia · Kirgizië · Kroatië · Letland · Libanon · Liechtenstein · Litouwen · Macedonië · Mexico · Moldavië · Monaco · Mongolië · Nederland · Nepal · Nieuw-Zeeland · Noorwegen · Oekraïne · Oezbekistan · Oostenrijk · Polen · Roemenië · Rusland · San Marino · Slovenië · Slowakije · Spanje · Tadzjikistan · Thailand · Trinidad en Tobago · Tsjechië · Turkije · Venezuela · Verenigde Staten · Wit-Rusland · Zuid-Afrika · Zuid-Korea · Zweden · Zwitserland

Uitgesloten van deelname: Puerto Rico